# Villa Malfidus
Villa Malfidus (Engels: Malfoy Manor) is een woonhuis in de Harry Potter-boekenreeks van de Britse schrijfster J.K. Rowling.
De villa komt voor het eerst voor in het zevende boek en ligt in het Zuid-Engelse Wiltshire. De villa is eigendom van de familie Malfidus: Lucius, Narcissa en Draco Malfidus. 
Het gebouw in de film is gebaseerd op Hardwick Hall in Chesterfield.
Villa Malfidus is op z'n minst één keer het hoofdkwartier van Voldemort geweest. De drie Malfidussen waren hier niet over te spreken, alleen Bellatrix beviel het prima. De Malfidussen werden gevangenen in hun eigen huis en vreesden voor hun leven. Tijdens De Relieken van de Dood werd de kelder van de villa gebruikt om verschillende personen gevangen te houden, zoals Loena Leeflang, Daan Tomas, Grijphaak en Meneer Olivander. Ook Harry, Ron en Hermelien werden hier gevangengezet. Dankzij Dobby (de voormalige huiself van de Malfidussen) konden zij later ontsnappen.